# Sopot, Plovdiv
Sopot (bolgarsko Сопот) je mesto in središče istoimenske občine v osrednji Bolgariji.
Leži v rodovitni Stremski oziroma Karlovski kotlini, ki predstavlja zahodni konec Doline vrtnic, ob južnem vznožju Stare planine. Dva kilometra jugovzhodno od Sopota leži mesto Karlovo; regionalno glavno mesto Plovdiv je oddaljeno 66 kilometrov proti jugu, prestolnica Sofija pa 135 kilometrov proti zahodu.
V mestu se je rodil in odraščal bolgarski književnik Ivan Vazov. V njem ima sedež tovarna orožja VMZ (Vazovski mašinostroitelni zavodi).

## Zgodovina
Današnji Sopot je bil ustanovljen v 14. stoletju v bližini srednjeveške Anevske trdnjave, katere razvaline danes stojijo na hribu nad istoimensko vasjo. Zgodnejši osmanski viri so ga imenovali Uzun šehir (»Dolgo mesto«), saj so bile njegove takratne tri soseske razvlečene na 10 kilometrih. V poznejših registrih je zaveden pod imenom Akče klise (bolgarsko Bjala čerkva, »Bela cerkev«). Bolgarsko prebivalstvo pa je, kot je razvidno iz cerkvenih zapisov najmanj od leta 1585, mesto imenovalo Sopot, kar izvira iz praslovanščine in pomeni deroč potok ali izvir.
V osmanskem obdobju so se prebivalci ukvarjali z volnarstvom, predilstvom, tkalstvom, krojaštvom, krznarstvom, pridobivanjem rožnega olja in drugimi obrtmi; zaradi proizvodnje rožnega olja je bila v mestu odprta tudi prva steklarna oziroma »šišedžinica« na Balkanskem polotoku. Po zaslugi cvetoče obrti je mesto nosilo vzdevka »Lepi Sopot« in »Mali Manchester«.
Sopot je bil pomembno središče delovanja revolucionarja Vasila Levskega, sicer doma iz sosednjega Karlova; leta 1869 je bil tod ustanovljen revolucionarni komite. Pripravo na aprilsko vstajo leta 1876 opisuje Vazov v svojem najbolj znanem romanu Pod jarmom. V tem spodletelem uporu proti osmanskemu imperiju sicer Sopot ni aktivno sodeloval, udeležen pa je bil v vstaji med rusko-turško vojno leto pozneje, ko ga je po nekaj dneh odpora turška vojska popolnoma opustošila. Začasna ruska vlada je namenila sredstva za njegovo obnovo.
Leta 1950 je bilo mesto preimenovano v Vazovgrad, leta 1965 pa so mu vrnili staro ime.

## Znamenitosti
V središču Sopota stoji spominska hiša Ivana Vazova. Pesnikova in pisateljeva rojstna hiša, zgrajena v 18. stoletju, je bila požgana med rusko-turško vojno leta 1877; po prvi svetovni vojni se je pojavila zamisel o njeni obnovi. Gradnja replike hiše se je začela leta 1931, kot muzej pa se je odprla junija 1935. Danes je razglašena za kulturni spomenik državnega pomena.
V mestnem središču deluje etnografsko-obrtniški center »Sopotski esnaf«. V stavbi nekdanje dekliške šole je na ogled poustvarjena učilnica iz obdobja bolgarskega narodnega preporoda, v »mlinu deda Stojana« pa notranjost takratnega tipičnega vodnega mlina. V Sopotu sta moški samostan Gospodovega vnebohoda in ženski samostan Marijinega darovanja; slednjega je bolgarska turistična zveza uvrstila med 100 nacionalnih turističnih objektov države.